# Копимизъм
Мисионерската църква на Копимизма (на шведски: Missionerande Kopimistsamfundet), основана от 19-годишния студент по философия Исак Герсон, е паство от споделящи, които твърдят, че копирането на информация е свещена добродетел. Църквата е основана в Швеция, където е официално призната от местните власти ("kammarkollegiet") като религиозна общност.
Съобщено е, че The Pirate Bay е под покровителството на църквата на Копимизма, но Герсон отхвърля връзката между двете организации.
Последователите на религията се наричат „копимисти“ от „copy me”. „Копимист“ или „Копимистки интелектуалец“ е човек, който притежава философското разбиране, че всяка информация трябва да бъде свободно разпространявана и неограничавана. Тази философия се противопоставя на приватизирането на познанието във всичките му форми, като правото върху копирането, и окуражава пиратството на всички видове медия, включително музика, филми, телевизионни предавания и софтуер.
Според църквата: „Според нашите вярвания комуникацията е свещена.“ Никакви вярвания в богове или свръхестествени явления не са споменати в уебсайта им. „CTRL+C” и „CTRL+V”, компютърните преки команди за „Копиране“ и „Поставяне“ се считат за сакрални символи.
Каноните на копимизма са прости:
- Цялото знание за всички
- Търсенето на знание е свещено
- Разпространяването на знание е свещено
- Актът на копирането е свещен

Според Копимистката конституция:
- Копирането на информация е етично право
- Разпространяването на информация е етично право
- Кописмесването е сакрален вид копиране, повече от перфектно дигитално копиране, защото то разширява богатството на инсформацията.
- Интернет е свещен

На 5 януари 2012 копимизма е приет в Швеция като законна религия. Връзката на религията с незаконното споделяне на файлове не трябва да се приема като знак, че Шведските власти ще правят изключение при прилагането на закона.